# Eucampima coenotype
Eucampima coenotype là một loài bướm đêm trong họ Noctuidae.